# Michail Masson
Michail Jewgenjewitsch Masson (russisch Михаи́л Евге́ньевич Массо́н; * 21. Septemberjul. / 3. Oktober 1897greg. in St. Petersburg; † 2. Oktober 1986 in Taschkent) war ein sowjetischer Archäologe, Orientalist  und Historiker. Er war seit 1951 Mitglied der Akademie der Wissenschaften der Turkmenischen SSR.

## Leben
Michail Jewgenijewitsch Masson lebte fast von seiner Geburt an mit seiner Mutter in Samarqand. Sein Vater, Eugene Ludwigowitsch Masson, war Topograph und ein Nachkomme eines französischen Aristokraten, der während des jakobinischen Terrors nach Russland übersiedelte; seine Mutter war Antonina Nikolajewna Schpakowskaja. Masson studierte am Jungengymnasium Samarqand. Währenddessen nahm er in den Jahren 1908–1909 unter der Leitung des Archäologen W. L. Wjatkin an den Ausgrabungen an Ulug Begs Observatorium teil und wurde am 1. Juni 1912 von Wjatkin zum Leiter der Ausgrabungsstätte ernannt. Im Jahr 1916 schloss Masson das Samarqander Gymnasium mit einer Goldmedaille ab. Im Anschluss studierte er am Petrograder Polytechnischen Institut das Fach Bewässerungsingenieur. Er wurde als Soldat an die Südwestfront eingezogen und 1917 zum Mitglied des Rates der Arbeiter- und Soldatendeputierten gewählt. Im Jahr 1918 kehrte Masson nach Samarqand zurück und arbeitete als Leiter des örtlichen Regionalmuseums, dessen Sammlung durch seine Aktivitäten mit verschiedenen Exponaten bereichert wurde. 1924 wurde er wegen seiner Arbeit im Turkestanischen (später Usbekischen) Komitee für Museen und Denkmalschutz als Leiter der archäologischen Abteilung des Zentralasiatischen Hauptmuseums nach Taschkent berufen. Zu dieser Zeit studierte er am turkestanischen Orientalischen Institut, führte bei der Restaurierung von antiken Denkmälern in Zentralasien archäologische Forschungen durch und arbeitete als Ausbilder für Museumsangelegenheiten in den zentralasiatischen Republiken. Von 1929 bis 1936 beschäftigte sich Masson beim Geologischen Komitee Usbekistans mit der Bergbaugeschichte, wo durch ihn eine umfangreiche geologische Bibliothek entstand. Gleichzeitig arbeitete er als Leiter des archäologischen Sektors des usbekischen Komitees für Museen und Denkmalschutz für Antike und Kunst. Seit 1936 war Michail Masson Leiter des Lehrstuhls für Archäologie an der Zentralasiatischen Staatlichen Universität in Taschkent. Seit 1940 war er Universitätsprofessor. Michail Jewgeniewitsch Masson starb 1986 in Taschkent. Er ist auf dem Dombrabad-Friedhof in Taschkent begraben.

## Wissenschaftliche Leistungen
Masson führte Ausgrabungen in der Stadt Termiz über die Zeit der Kuschana und das Mittelalter durch (1936–1938). Er forschte in der Stadt Turkestan – damals auf dem Territorium der Turkestanischen ASSR der RSFSR (heute Gebiet Türkistan in Kasachstan) gelegen. Im Jahr 1934 untersuchte Masson die turkestanische Festung Kul-Ata, erstellte den Plan der Burgruinen, des Schahrestan und der näheren Umgebung und zeigte mehrere Spuren metallurgischer Produktion auf. Seit 1946 war Masson Leiter der Archäologischen komplexen Expedition im südlichen Turkmenistan, die die Arbeit in der Turkmenischen SSR leitete. Unter seiner Führung wurden Ausgrabungen der antiken parthischen Städte Nisa und Merw durchgeführt. Die Studien von M. E. Masson waren dem Beweis der Existenz eines Sklavenhaltersystems in Zentralasien gewidmet, den Mustern der Entwicklung solcher zentralasiatischen Städte wie Samarkand, Buchara, Taschkent und anderen, der Geschichte der Geldwirtschaft und des Bergbaus, der Architektur, der Inschriften und der historischen Geographie Zentralasiens.

## Wissenschaftliche Schule
Masson gründete die Zentralasiatische Schule für Archäologie und bildete dort Spezialisten aus, die später zu führenden Archäologen in Zentralasien wurden. Einige Schüler von Michail Masson waren: O. M. Rostowzew, B. D. Kotschnew, E. Rtveladze, Nina Nemseva.

## Auszeichnungen
- 1944: Hervorragender Wissenschaftler der Turkmenischen SSR
- 1968: Orden des Roten Banners der Arbeit[2]
- Nach Michael Masson war eine der Straßen von Taschkent im Bezirk Sergeli benannt, im Jahr 2013 wurde sie in Obihaet-Straße umbenannt.[3]

## Ausgewählte Werke
- Über den Bau des Mausoleums von Hodscha Ahmed Yassawi in Turkestan // Izv. Der zentralasiatischen geographischen Gesellschaft, Vol. 19, Taschkent, 1929;
- Bezüglich einiger Münzfunde, die vor 1942 in Kasachstan registriert wurden // Bote AN der KasSSR, 1948.